# بريدراغ سيميتش
بريدراغ سيميتش هو لاعب كرة قدم كرواتي وبوسني في مركز الوسط، ولد في 26 يونيو 1979 في سراييفو في البوسنة والهرسك. شارك مع منتخب البوسنة والهرسك تحت 21 سنة لكرة القدم ومنتخب البوسنة والهرسك لكرة القدم. أما مع النوادي، فقد لعب مع جيلييزنيتشار ساراييفو وزرينيسكي موستار ونادي رادنيتشكي سبليت ونادي زغرب ونادي شيروكي برييغ ونادي ماريبور وهايدوك سبليت.

## وصلات خارجية
- بريدراغ سيميتش على موقع قاعدة بيانات كرة القدم.إي يو (الإنجليزية)
- بريدراغ سيميتش على موقع ناشيونال فوتبول تيمز (الإنجليزية)
- بريدراغ سيميتش على موقع Soccerway.com (الإنجليزية)